# Štorchův dům
Štorchův dům je dům čp. 552 na Staroměstském náměstí (č. 16) v Praze mezi Sixtovým domem a domem U Kamenného beránka. Někdy je nazýván také jako U Kamenného obrazu Panny Marie, U Kamenné Panny Marie, U Černých vrat, U Černých dveří nebo Maršálkovský dům podle staršího domu, který stál na jeho místě a byl zbořen v roce 1896. Dům je chráněn jako kulturní památka České republiky.

## Historie domu

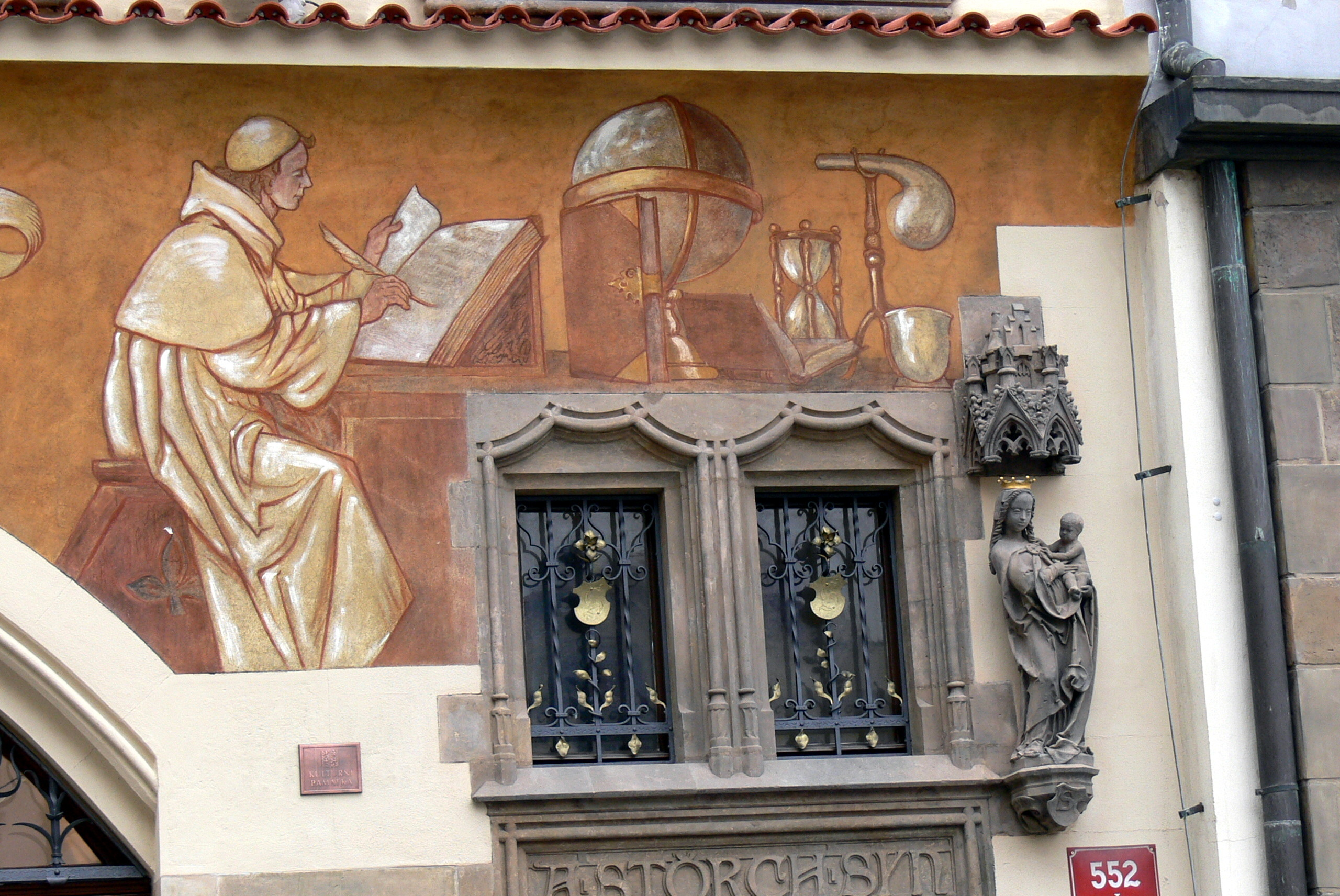
Detail malby na fasádě domu

Štorchův dům byl postaven v letech 1896–1897 pro nakladatele Alexandra Štorcha podle návrhu architekta Friedricha Ohmanna ve stylu vladislavské gotiky. Nad vchodem se nachází socha Madony, kolem okna na arkýři byly umístěny sochy evangelistů. Fasádu zdobí fresky. Ty zhotovil malíř Ladislav Novák podle návrhů Mikoláše Aleše (ten svá díla na domech neprováděl sám, protože na lešení trpěl závratí.). Je na nich vyobrazen Jan Amos Komenský, píšící mnich, svatý Václav na koni, světec v plášti, znak Českého království, znak hlavního města Prahy, čáp jakožto Štorchův emblém a další.
Podle Lidových novin z roku 1940, kdy byly fresky restaurovány, zadal Alexandr Štorch Alšovi zakázku nejen proto, že se jednalo o známého umělce, ale i proto, že se osobně znali ze staroměstské hospody U zlatého tygra.
Dům vyhořel během Pražského povstání v roce 1945 a byla poničena i Novákova výzdoba. Byl obnoven v roce 1948. Další úpravy probíhaly v letech 1972, 1986–1987 a 1993.
Po zhruba sto letech, kdy přízemí domu sloužilo jako prodejna knih, jsou v této kulturní památce provozovány thajské masáže.